# 러양양
본 문서의 이해를 돕기 위한 비자유 그림이 있습니다. 
링크의 파일을 직접 올려 주세요
러양양(Le Yang yang)은 2010년 아시안 게임의 공식 마스코트이다. 총 5마리로 구성되어 있으며, 각각 "아시앙", "아헤", "아루", "아이", "러양양"이라는 이름이 붙여졌다. 마스코트는 2008년 4월에 광저우백운국제컨벤션센터에서 공식적으로 발표되었다. 옛날 광저우 지역에 기근이 들어 사람들이 고통받고 있을 때 다섯 선인이 하늘에서 벼 이삭을 입에 문 양 다섯 마리를 타고 내려와 사람들에게 벼 이삭을 나누어 주며 광저우에 영원히 기근이 들지 않도록 했다는 전설을 모티프로 하여 제작되었다.

## 같이 보기
- 푸와